# Художня фотографія

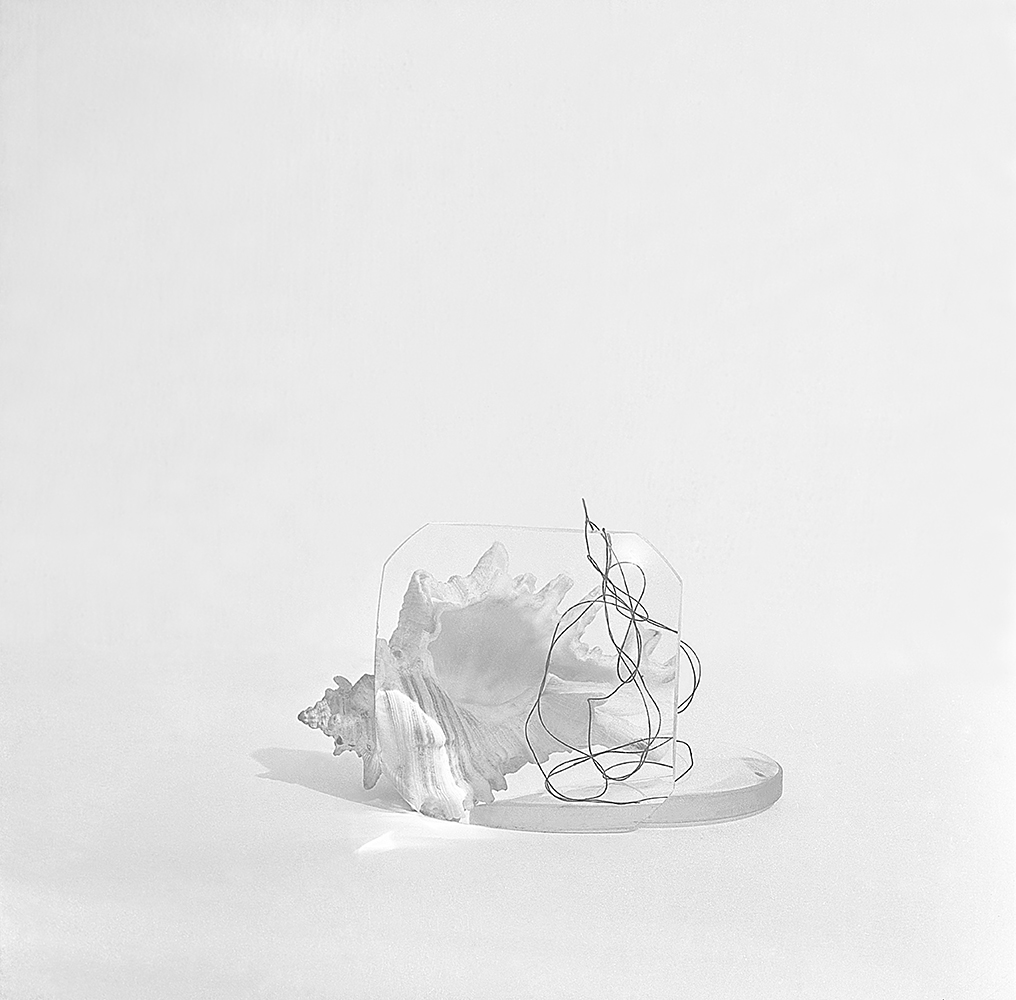
Василь Рябченко «Натюрморт», фотографія, 1970-ті

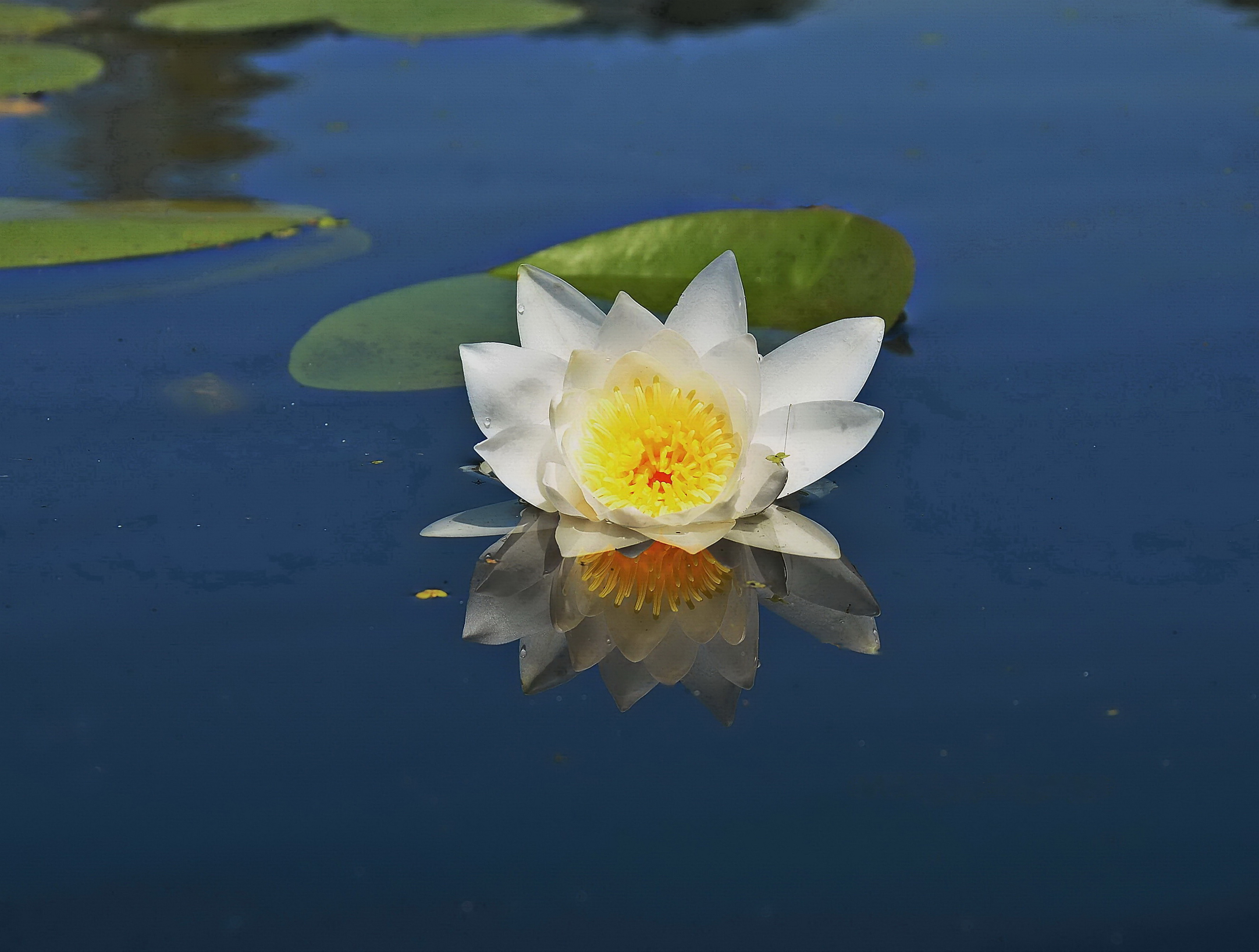
Лілея - біла краса України

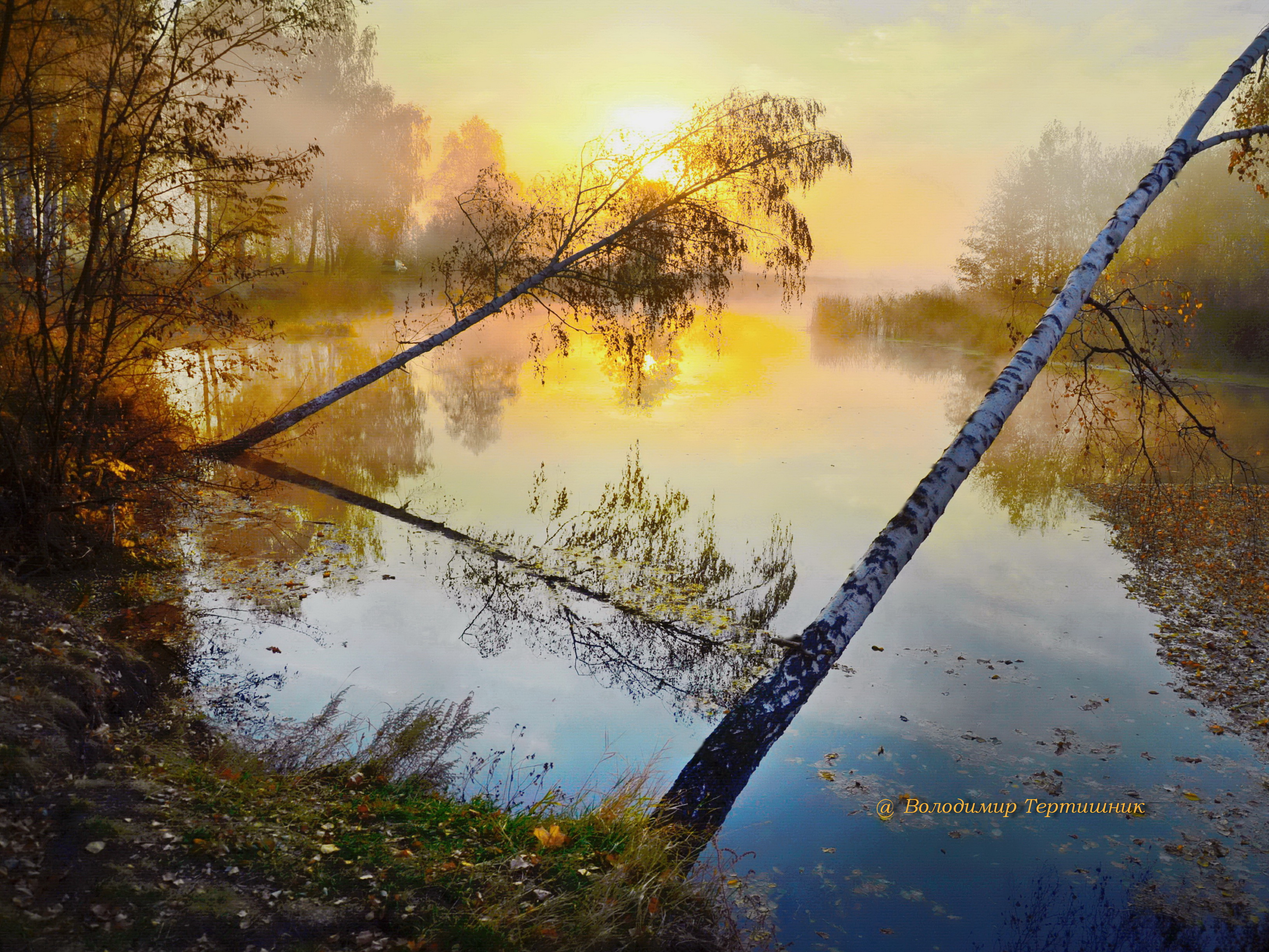
Світанок

Художня фотографія — один із видів образотворчого мистецтва (живопис, графіка тощо), створення технічними засобами зорового образу документального значення, який виразно й достовірно відбиває момент дійсності.

## Художня фотографія вУкраїні
В Україні художньою фотографією займається велика кількість людей — аматорів і фотохудожників.
В 1989 році була створена Національна спілка фотохудожників України, яка займається організацією та проведенням національних і міжнародних фотоконкурсів, сприяє розвитку художньої фотографії в Україні.
Масовому розвитку художньої фотографії сприяє і газета «День», яка протягом багатьох років проводить на державному рівні дорослі і дитячі конкурси фотографії, демонструє найкращі твори на пересувній виставці в багатьох містах України.
Художній фотографії присвячені і наукові роботи.

## Галерея

С.Назаренко «Мудрість»
С.Назаренко «Актор Микола Гринько"»
С.Назаренко «Життя прожити не поле перейти»